# Motomachi (métro de Sapporo)
Motomachi (元町駅, Motomachi-eki) est une station du métro de Sapporo au Japon. Elle est située dans l'arrondissement de Higashi à Sapporo.

## Situation sur le réseau
Etablie en souterrain, la station Motomachi est située au point kilométrique (PK) 2,1 de la ligne Tōhō entre la station  Shindo higashi, en direction du terminus nord Sakaemachi, et la station Kanjo dori higashi, en direction du terminus sud Fukuzumi.

## Histoire
La station a été inaugurée le 2 décembre 1988.

## Services aux voyageurs

### Accès et accueil
La station est ouverte tous les jours.

### Desserte
- Ligne Tōhō :
  - voie 1 : direction Fukuzumi
  - voie 2 : direction Sakaemachi

Installations et desserte
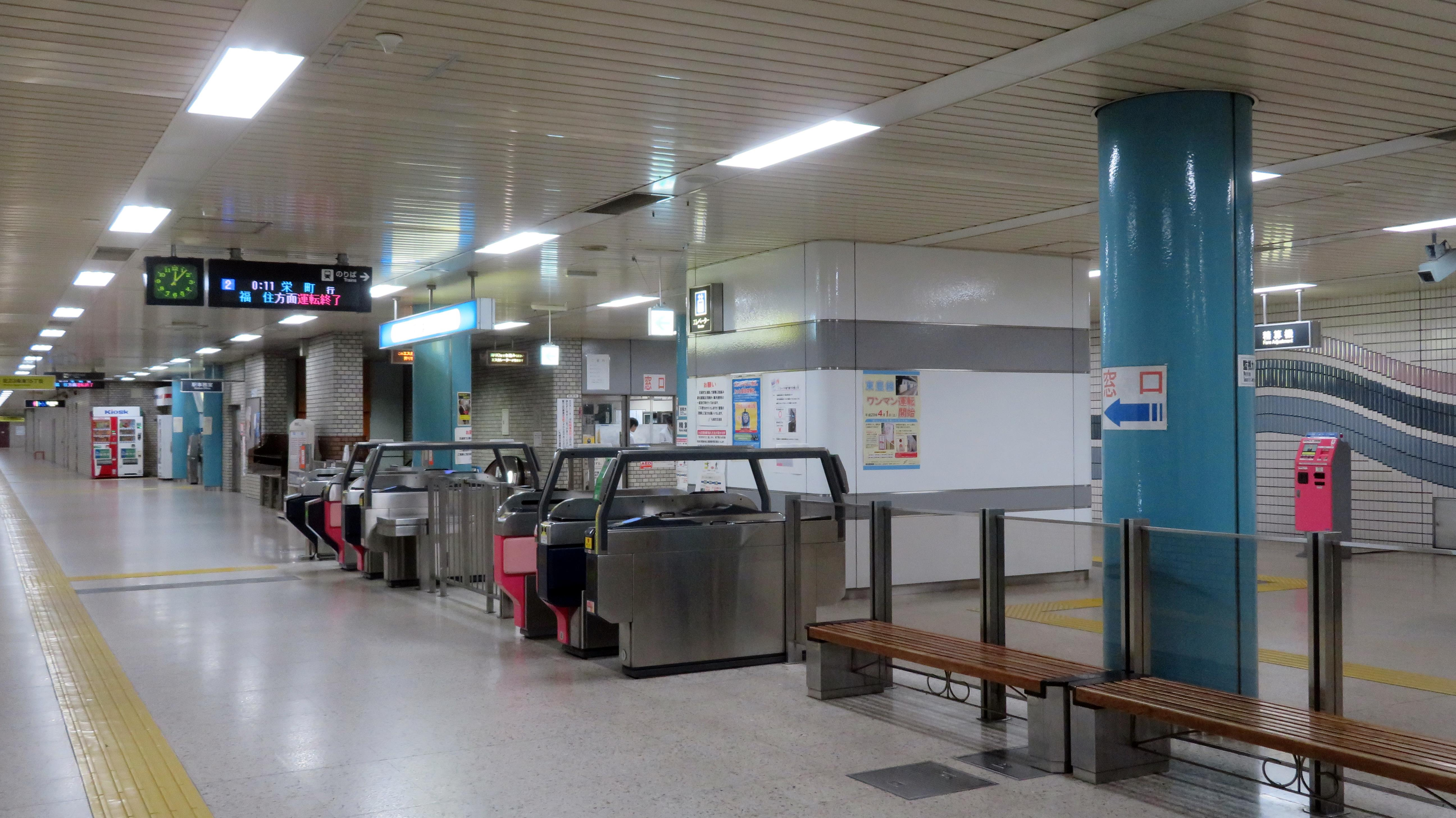
Ligne de contrôle.
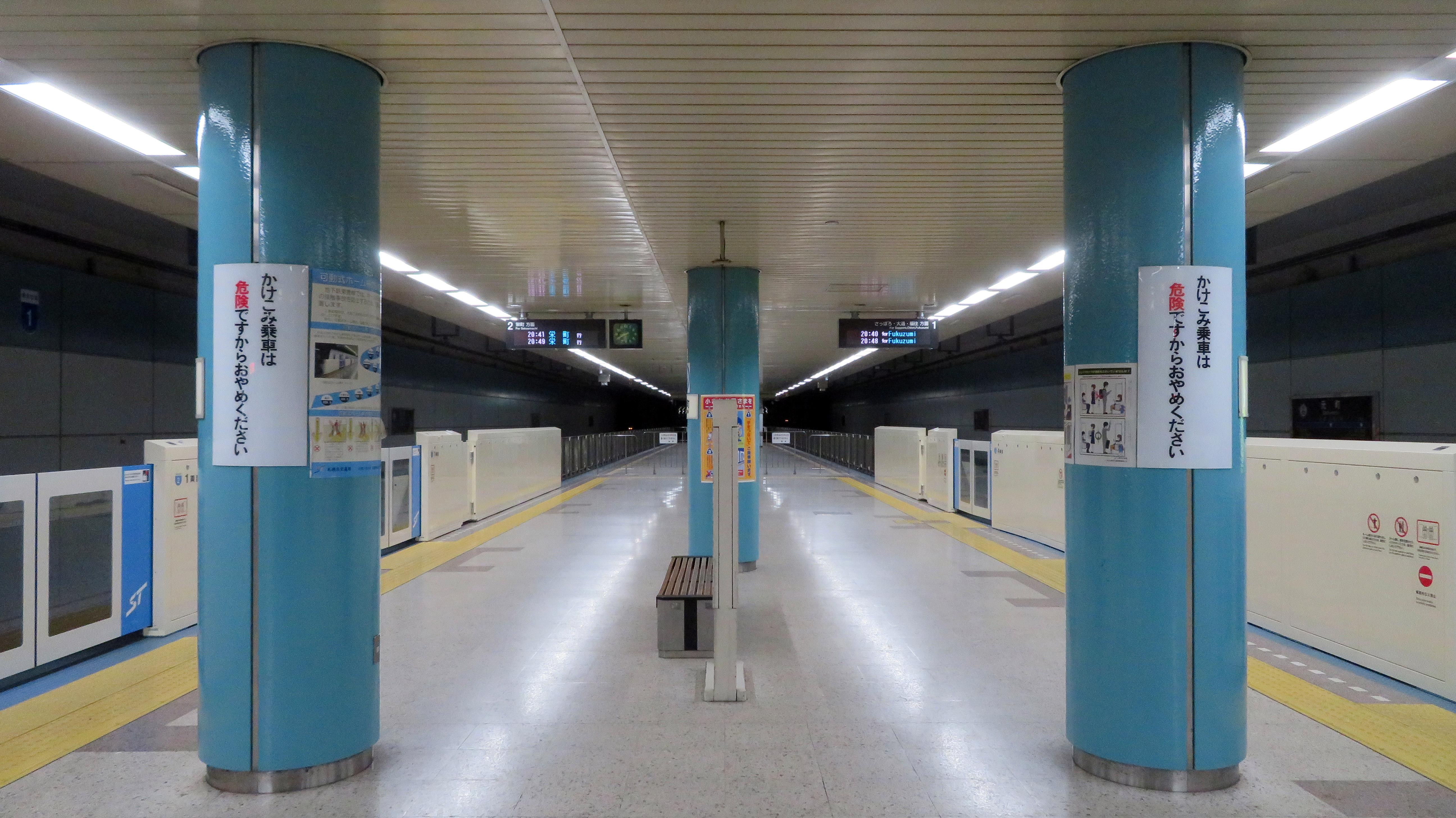
Le quai central